# NHK姫路支局

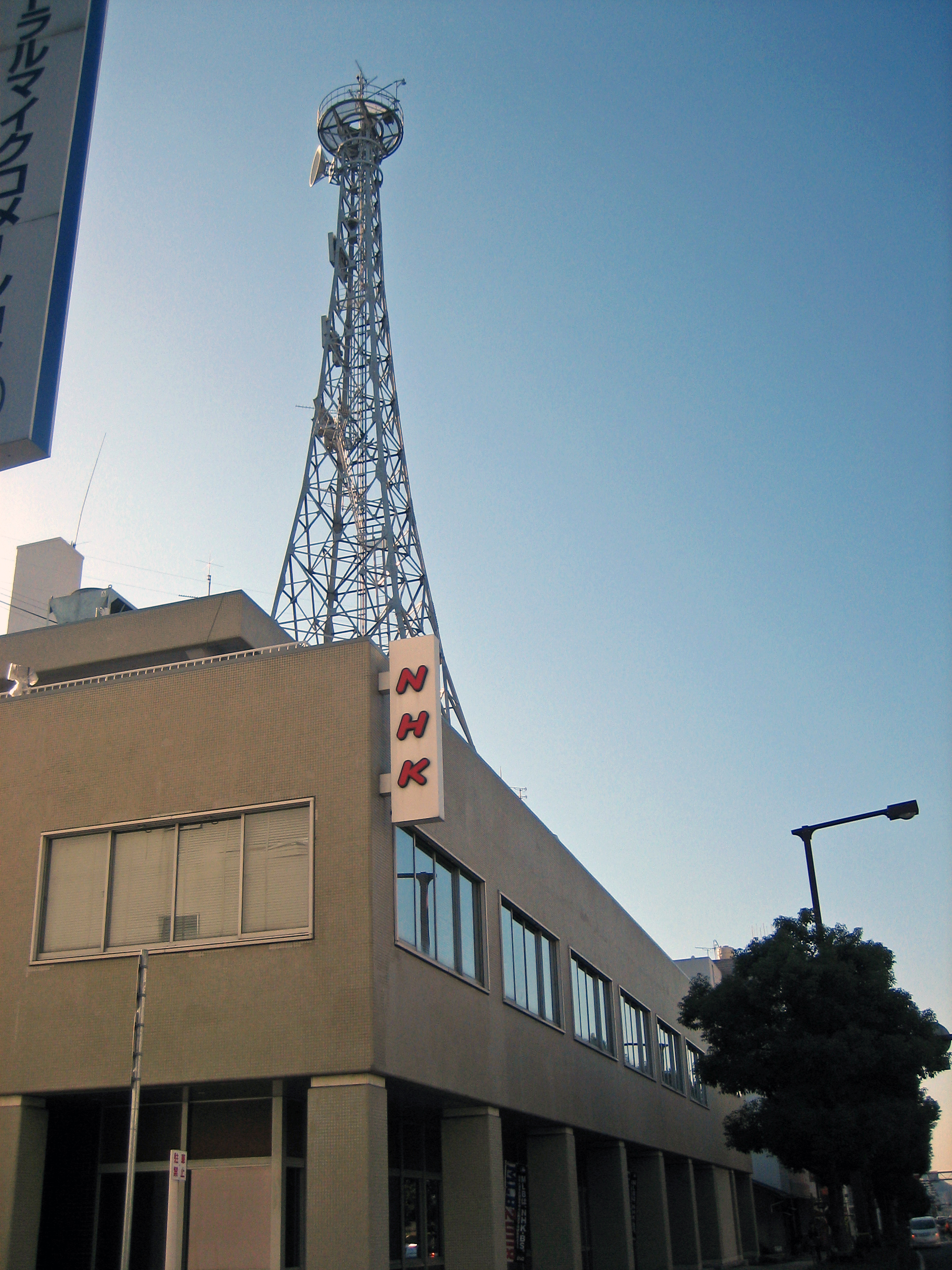
国道2号線沿いにあった旧姫路放送会館（2009年1月）

NHK姫路支局（エヌエイチケイひめじしきょく）は、主に兵庫県播磨・但馬地域の報道業務を受け持つNHK神戸放送局の支局である。2017年の再編前までは受信料収納業務を中心とした営業拠点としての役目も担っていた。

## 概要
かつては姫路放送局として機能しており、支局となった後には開局当初のKiss-FM KOBEがラジオスタジオとして使用していたこともある。

## 所在地
- 兵庫県姫路市南畝町2-53 ネオフィス姫路南401[1]

## 沿革
- 1935年（昭和10年）8月10日 - 大阪中央放送局神戸出張所姫路相談所開設。
- 1941年（昭和16年）12月27日 - 大阪中央放送局姫路臨時放送所開設。（姫路局開局）
- 1945年（昭和20年）
  - 1月1日 - 大阪中央放送局姫路出張所に改称。
  - 10月26日 - 姫路臨時放送所を姫路中継放送所に改称（呼出符号：JOBK3）。
  - 12月12日 - 大阪中央放送局姫路出張所廃止（姫路中継放送所は存続）。
- 1948年（昭和23年）7月1日 - 大阪中央放送局神戸支局姫路分局開設。姫路中継放送所の呼出符号をJOBTに変更。
- 1951年（昭和26年）7月1日 - 姫路分局を姫路放送局に改称。
- 1953年（昭和28年）5月30日 - 姫路中継放送所廃止。
- 1964年（昭和39年）10月1日 - NHK大阪放送局、仁寿山に総合・教育テレビの姫路テレビ中継放送所を開設。
- 1966年（昭和41年）12月 - NHK大阪放送局、仁寿山にFMラジオ放送の姫路中継局を開設。
- 1969年（昭和44年）3月 - 姫路放送会館完成。
- 1970年（昭和45年）3月27日 - NHK神戸放送局、兵庫県域FMラジオ放送開始。
- 1971年（昭和46年）5月24日 - NHK神戸放送局、兵庫県域総合テレビ放送開始。これにより総合テレビとFMラジオ放送を大阪局から神戸局の中継局に変更。
- 1988年（昭和63年）7月 - 機構改革に伴い、姫路放送局から神戸放送局姫路支局に改称。
- 2006年（平成18年）3月1日 - 地上デジタルテレビ放送開始。
- 2017年（平成29年）
  - 5月28日 - 『今夜も生でさだまさし姫路のお城へ兵庫!ゴー!』が姫路城から生放送。姫路支局職員がPRゲストとして出演。
  - 6月17日・6月18日 - 閉館記念イベント「NHK姫路支局 感謝祭」開催[2]。
  - 7月14日 NHK姫路放送会館は老朽化のため、そして兵庫県内の営業拠点の活性化と効率的・効果的な業務運営を推進するための営業拠点の再編成を兼ね、7月18日より受信料窓口業務を神戸放送局及び阪神営業センターに移管の上、閉館となった[3]。

## チャンネル・周波数
姫路テレビ中継放送所（仁寿山）
- 総合テレビジョン 50ch 100W（2011年7月24日運用終了）
- 教育テレビジョン 52ch 100W（2011年7月24日運用終了）
- デジタル総合テレビジョン（リモコンキーID：1）22ch 10W
- デジタル教育テレビジョン（リモコンキーID：2）13ch 10W
- FM放送 84.2MHz 1kW